# جيمس دونيلي (لاعب كرة قاعدة)
جيمس دونيلي (بالإنجليزية: James Donnelly)‏ هو لاعب كرة قاعدة أمريكي، ولد في 6 يناير 1867 في بوسطن في الولايات المتحدة، وتوفي في 31 ديسمبر 1933 في سومرفيل في الولايات المتحدة.

## وصلات خارجية
- جيمس دونيلي على موقعبيزبول رفرنس.كوم (الدوري الرئيسي) (الإنجليزية)
- جيمس دونيلي على موقعبيزبول رفرنس.كوم (الدوري الثانوي) (الإنجليزية)